# Ленский, Адам Осипович
Адам Осипович Ленский (1799—1883) — российский государственный деятель,  камергер Императорского двора (1832), тайный советник (1850). Член Государственного совета Российской империи (1862).

## Биография
В службе и классном чине с 1819 года после окончания Королевского Варшавского университета.
В 1832 году произведён в действительные статские советники (25 июня) и камергеры Императорского двора с назначением помощником статс-секретаря и членом, с 1850 года главным директором-председательствующим в  Правительственной комиссии финансов и казначейства Царства Польского. 
С 1846 года председатель главной дирекции Земского кредитного общества Царства Польского и член Главного Попечительского совета Благотворительных заведений Царства Польского.
С 1850 года — член Совета управления Царства Польского; 10 декабря 1850 года был произведён в тайные советники. С 1861 года назначен министром-статс-секретарём Царства Польского. 
С 1862 по 1883 годы — член Государственного совета Российской империи. 
Умер 16 (28) апреля 1883 года.

## Награды
- орден Св. Анны 2-й ст. с алмазами (1827)
- орден Св. Станислава 1-й ст. (1840)
- орден Св. Анны 1-й ст. с императорской короной (1857)
- орден Св. Владимира 2-й ст. (1857)
- орден Белого орла (1860)

- командорский крест саксонского ордена Гражданского достоинства (1828)